# United States Special Operations Command
Das US Special Operations Command (USSOCOM oder SOCOM; deutsch Kommando für Spezialoperationen der Vereinigten Staaten) ist eine teilstreitkraftübergreifende Kommandoeinrichtung (Unified Combatant Command) sämtlicher US-amerikanischer Spezialeinheiten der US Army, US Air Force, US Navy und des US Marine Corps. Es wurde gemäß dem Nunn-Cohen Amendment am 16. April 1987 aufgestellt und hat sein Hauptquartier auf der MacDill Air Force Base in Florida. Die Spezialverbände der USA werden oft fälschlich als US Special Forces bezeichnet; diese stellen jedoch nur einen Teilverband der gesamten US Special Operations Forces dar.

## Geschichte

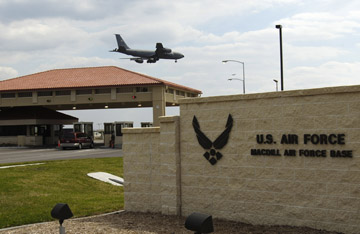
MacDill AFB, auf der sich das Hauptquartier des SOCOM befindet

Nach Fehlschlägen während der US-Invasion in Grenada, als die Spezialeinheiten der einzelnen Teilstreitkräfte regelrecht ein Wettrennen veranstalteten und sich teilweise gegenseitig behinderten oder einander zumindest nicht ausreichend unterstützten, und auch aus Erkenntnissen der gescheiterten Operation Eagle Claw, dem Versuch der Geiselbefreiung im Iran 1980, wurde klar, dass für die Koordination und Führung der verschiedenen Einheiten ein gemeinsames Kommando unerlässlich ist. Bereits 1982 wurden hierzu die Spezialeinheiten der Armee auf Initiative von General Edward C. Meyer in ein neues 1st Special Operations Command zusammengefasst.
Das im Jahre 1986 ratifizierte Gesetz Goldwater-Nichols Act war die gesetzliche Grundlage zur umfassendsten Militärreform der USA seit dem National Security Act von 1947. Das Gesetz verpflichtet das Verteidigungsministerium der Vereinigten Staaten zur Verschlankung der Kommandoketten und zur Einrichtung so genannter Unified Combatant Commands, teilstreitkräfteübergreifender Verbundkommandos.
Gleichzeitig hatte der Kongress auch ein gemeinsames Kommando für die Spezialeinheiten der US-Streitkräfte „angeregt“, um die operative Koordination der einzelnen Spezialeinsatzkräfte zu gewährleisten und eine Wiederholung desaströser Einsätze, wie 1983 bei Invasion der Insel Grenada (Operation Urgent Fury), künftig zu vermeiden.
Das Verteidigungsministerium setzte aber ausschließlich die gesetzlich erforderlichen Änderungen um und ignorierte diese „Empfehlung“.
Daraufhin ratifizierte der Kongress 1987 das Nunn-Cohen Amendment, das das Pentagon gesetzlich zur Einrichtung des SOCOM zwang.
1989 wurde mit der US-Invasion in Panama (Operation Just Cause) erstmals das United States Special Operations Command mit dem United States Joint Special Operations Command (JSOC) operativ miteingebunden.
2010 wurden die Special Forces in 75 Staaten eingesetzt, darunter zu 86 Prozent im Verantwortungsbereich des United States Central Command.

## Auftrag und Zuständigkeit
Das SOCOM hat den Auftrag, sämtliche Spezialeinsatzkräfte aller Teilstreitkräfte einheitlich auszubilden, auszurüsten und für andere Unified Combatant Commands, die solche Verbände für ihre Auftragserfüllung benötigen und anfordern, bereitzustellen („chop“-Prinzip, engl.: abschneiden, abtrennen).

### Kernaufgaben
- Sicherstellung der Bereitschaft der Spezialeinsatzkräfte sowohl auf dem US-amerikanischen Festland (CONUS) als auch weltweit.
- Sicherstellung einer professionellen Personalentwicklung der Spezialeinsatzkräfte.
- Entwicklung teilstreitkräfteübergreifender Einsatztaktiken, -techniken und -abläufe für Spezialeinsatzkräfte.
- Ständige Weiterentwicklung und Realisierung von Spezialkursen für die Ausbildung
- Ausbildung der nicht einem Regionalkommando zugeordneten Kräfte
- Verwaltung und Ausführung des eigenen Budgets und Finanzplans (Gelder kommen direkt vom Kongress nicht von den Teilstreitkräften)
- Erforschung, Entwicklung und Beschaffung von Ausrüstung, die speziell den Erfordernissen der Special Operations Forces entsprechen.

### Weltweite Terrorismusbekämpfung
Gleichzeitig fungiert es aber nicht nur als Funktionalkommando, sondern führt im Rahmen der Terrorismusbekämpfung auch eigene Verbände weltweit. Damit ist es neben dem US Joint Forces Command (JFCOM) das einzige Verbundkommando, das Truppen ausbildet, versorgt und ausrüstet und trotzdem auch selbst in Einsätzen führt (partiell). Das JFCOM wurde allerdings im August 2011 aufgelöst.

## Ausbildung
Im der John F. Kennedy Special Warfare Center and School befindet sich das Ausbildungszentrum der Green Berets. Dort findet Auswahl und Beurteilung der Bewerber statt. Auch Lehrgänge für Kampfschwimmer, militärische Freifaller, Infiltration über Wasserwege und zur gezielten Zerstörung sind dort angesiedelt. Des Weiteren wird dort Psychologische Kampfführung, zur eigenen Motivation und psychologischen Beeinträchtigung der Gegner, gelehrt. Lehrgänge für Sitten und Gebräuche Fremder Kulturkreise, SERE (vergleichbar mit dem deutschen Einzelkämpfer 1) und Terrorismusbekämpfung finden dort ebenfalls statt. Die Operations und nachrichtendienstlichen Lehrgänge für Hauptfeldwebel sowie Außenpolitik und Sprachen runden das Lehrangebot ab.

## Eigenes Budget
Das SOCOM verfügt gemäß dem Nunn-Cohen Amendment als einziges Verbundkommando über eine eigene Finanzierungsquelle, die sich unabhängig von der Entscheidung des Vorsitzenden der Vereinigten Stabschefs und der Haushaltsplanung der übrigen Streitkräfte aus einem Sonderfonds des Verteidigungsministeriums speist.
Dadurch ist es den Mutterteilstreitkräften nicht mehr möglich, „über die Hintertür“ die Finanzierung ihrer zum Teil immer noch ungeliebten (weil kostenintensiven) Spezialeinsatzkräfte zu kontrollieren.
Das SOCOM ist dadurch de facto eine eigene Teilstreitkraft, wenn es zu Finanzfragen kommt.
Im Fiskaljahr 2002 betrug das Budget 4,9 Mrd. US-Dollar. Aufgrund einer neuen Direktive des amerikanischen Verteidigungsministers Donald Rumsfeld an das USSOCOM, Terroristen rund um den Globus aufzuspüren und festzunehmen, wurde das Jahresbudget mehr als verdoppelt. Der Etat wird unter anderem dazu verwendet, die Mannschaftsstärke von 47.000 auf 56.000 zu erhöhen und die Fertigstellung des Kipprotorflugzeugs Bell-Boeing V-22 Osprey sicherzustellen.
Da das SOCOM auch weitgehend autonom bei seinen Beschaffungen ist, kann es vorkommen, dass abseits von politischen Vorgaben und nationalen Industrie-Interessen notwendige Ausrüstung auf dem Weltmarkt beschafft wird. Ein Beispiel dafür ist der Erwerb des Hubschrauber-Laser-Hinderniswarnsystems HELLAS der EADS/ Dornier, das für die eigenen Hubschrauber beschafft wurde.
Im Fiskaljahr 2011 betrug das Budget 9,8 Mrd. US-Dollar.

## Kommandostruktur

### Unterstellte Kommandos und Einheiten
- Army Special Operations Command (USASOC)
  - 1st Special Forces Command (Airborne) (1SFC (A)) (Green Berets)
    - 1st Special Forces Group (Airborne)
    - 3rd Special Forces Group (Airborne)
    - 5th Special Forces Group (Airborne)
    - 7th Special Forces Group (Airborne)
    - 10th Special Forces Group (Airborne)
    - 19th Special Forces Group (Airborne) (ARNG)
    - 20th Special Forces Group (Airborne) (ARNG)
    - 4th Psychological Operations Group (Airborne)
    - 8th Psychological Operations Group (Airborne)
    - 95th Civil Affairs Brigade (Special Operations)(Airborne)
    - 528th Sustainment Brigade (Special Operations) (Airborne)

  - 75th Ranger Regiment
  - Army Special Operations Aviation Command
    - 160th Special Operations Aviation Regiment (Airborne)

  - John F. Kennedy Special Warfare Center and School (USAJFKSWCS)
    - 1st Special Warfare Training Group (Airborne)
    - 2nd Special Warfare Training Group (Airborne)
    - Special Warfare Medical Group (Airborne)

- Air Force Special Operations Command (AFSOC)[5]
  - 1st Special Operations Wing
  - 24th Special Operations Wing
    - 720th Special Tactics Group
    - 724th Special Tactics Group

  - 27th Special Operations Wing
  - 352nd Special Operations Wing
  - 353rd Special Operations Group
  - 492nd Special Operations Wing
  - 137th Special Operations Wing (Air National Guard)
  - 193rd Special Operations Wing (Air National Guard)
  - 919th Special Operations Wing (Air Force Reserve)

- Naval Special Warfare Command (NAVSPECWARCOM, NAVSOC)
  - Naval Special Warfare Group 1 (Navy Seals)
  - Naval Special Warfare Group 2 (Navy Seals)
  - Naval Special Warfare Group 3 (SEAL Delivery Vehicle)
  - Naval Special Warfare Group 4 (Überwasserboote)
  - Naval Special Warfare Group 10 (Unbemannte Luftfahrzeuge)
  - Naval Special Warfare Group 11 (Naval Reserve)
  - Naval Special Warfare Center

- Marine Forces Special Operations Command (MARSOC)
  - Marine Raider Regiment
  - Marine Raider Support Group
  - Marine Raider Training Center

- Joint Special Operations Command (JSOC)
  - Army: 1st Special Forces Operational Detachment – Delta (Delta Force)
  - Navy: Naval Special Warfare Development Group (DEVGRU, ehemals SEAL Team 6)
  - Air Force: 24th Special Tactics Squadron (24th STS)
  - Intelligence Support Activity (ISA)
  - Joint Communications Unit (JCU)

- Zusätzlich gibt es bei jedem der fünf regional gebundenen Unified Combatant Commands der US-Streitkräfte noch eine (beim USPACOM zwei) administrativ und technisch zum SOCOM gehörende Komponentenkommandos für Sondereinsätze, die aber operativ dem Kommandeur des jeweiligen Regionalkommandos (Commander) unterstehen.
  - US Special Operations Command Joint Forces Command (SOCJFCOM) bei dem US Joint Forces Command (USJFCOM)
  - US Special Operations Command Africa (SOCAFRICA) bei dem US United States African Command (AFRICOM)
  - US Special Operations Command Central (SOCCENT) bei dem US United States Central Command (CENTCOM)
  - US Special Operations Command Europe (SOCEUR) bei dem US European Command (USEUCOM)
  - US Special Operations Command Pacific (SOCPAC) bei dem US United States Pacific Command (USPACOM)
  - US Special Operations Command South (SOCSOUTH) bei dem US Southern Command (SOUTHCOM)
  - US Special Operations Command North (SOCNORTH) bei dem US Northern Command (NORTHCOM)
  - Eine Besonderheit bildet das Special Operations Command Korea (SOCKOR), das dem US Forces, Korea/Combined Forces Command (dem Unterregionalkommando für Korea) untersteht, welches wiederum vom USPACOM geleitet wird. Da sich Nord- und Südkorea bis heute formal im Kriegszustand befinden, wurde dem Kommandeur der Unterregion eine eigene Komponente für Sondereinsätze zugeteilt.

## Kommandeure und Stab
| Nr.     | Name                        | Bild | Beginn der Berufung | Ende der Berufung  |
| ------- | --------------------------- | ---- | ------------------- | ------------------ |
| 13      | Bryan P. Fenton (USAR)      |      | 30. September 2022  | amtierend          |
| 12      | Richard D. Clarke (USAR)    |      | 29. März 2019       | 30. September 2022 |
| 11      | Raymond A. Thomas (USAR)    |      | 30. März 2016       | 29. März 2019      |
| 10      | Joseph L. Votel (USAR)      |      | 28. August 2014     | 30. März 2016      |
| 9       | William H. McRaven (USN)    |      | 8. August 2011      | 28. August 2014    |
| 8       | Eric T. Olson (USN)         |      | 9. Juli 2007        | 8. August 2011     |
| 7       | Bryan D. Brown (USAR)       |      | 2. September 2003   | 9. Juli 2007       |
| 6       | Charles R. Holland (USAF)   |      | 27. Oktober 2000    | 2. September 2003  |
| 5       | Peter J. Schoomaker (USAR)  |      | 5. November 1997    | 27. Oktober 2000   |
| Interim | Raymond C. Smith, Jr. (USN) |      | 25. September 1997  | 5. November 1997   |
| 4       | Henry H. Shelton (USAR)     |      | 29. Februar 1996    | 25. September 1997 |
| 3       | Wayne A. Downing (USAR)     |      | 20. Mai 1993        | 29. Februar 1996   |
| 2       | Carl W. Stiner (USAR)       |      | 27. Juni 1990       | 20. Mai 1993       |
| 1       | James J. Lindsay (USAR)     |      | 16. April 1987      | 27. Juni 1990      |

### Weitere Stabsmitglieder
- Lt Gen James C. Slife, USAF, ehemaliger Stellvertretender Kommandeur von 7. Juni 2018 bis Juni 2019[7]